# Dorte Mandrup-Poulsen

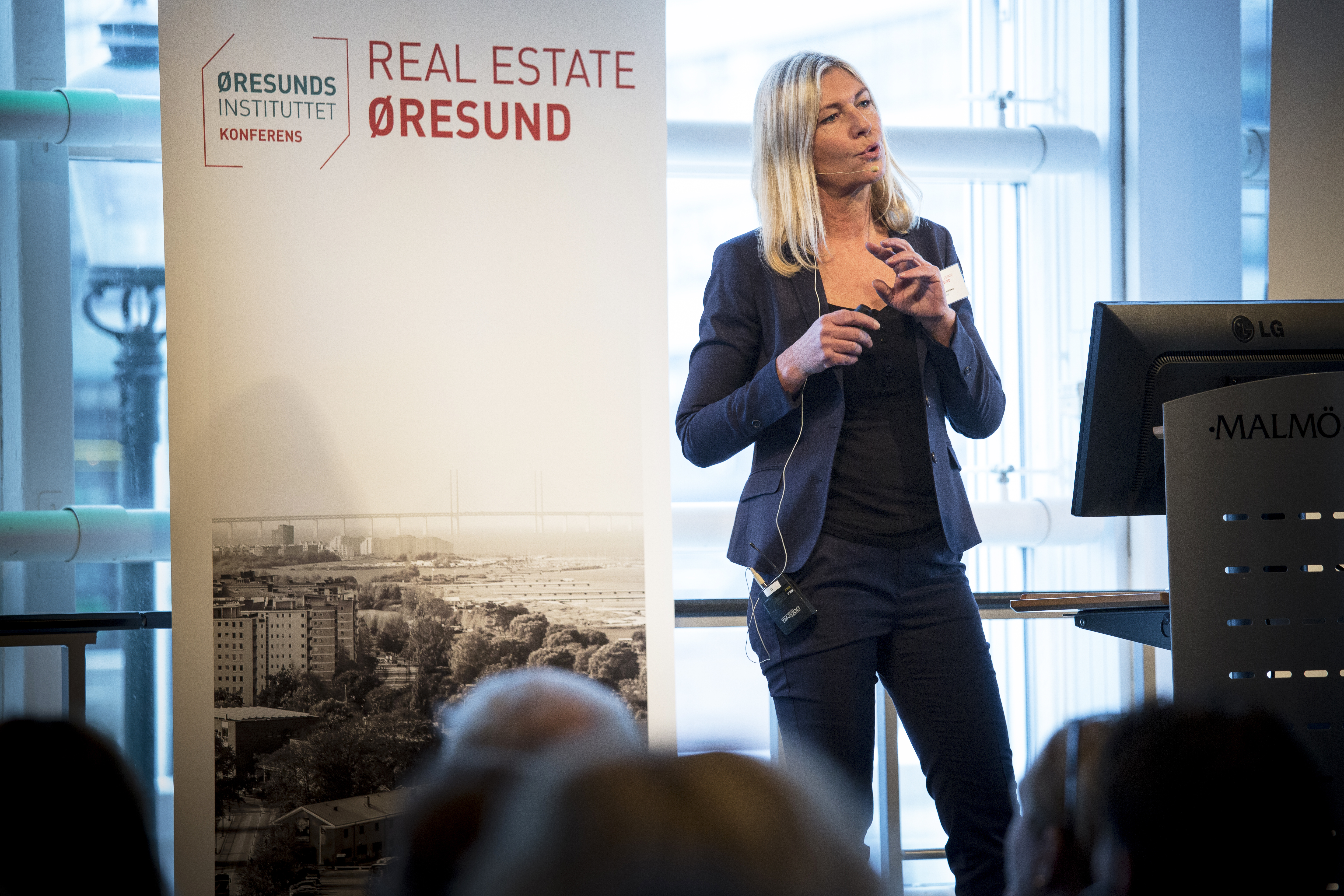
Dorte Mandrup

Dorte Mandrup-Poulsen, född 28 juli 1961, är en dansk arkitekt.
Dorte Mandrup-Poulsen är dotter till civilingenjören Rolf Mandrup-Poulsen (1929–2011) och Hanne Windfeld-Hansen (född 1929). Hon började studera medicin men bytte sedan till arkitektur vid Arkitektskolen Aarhus i Danmark med examen 1991. Hon studerade också på den grafiska linjen på Kunsthåndværkerskolen i Kolding 1988–89.
Hon arbetade på Henning Larsens Tegnestue 1992–95. Hon grundade 1995 arkitektbyrån Fuglsang & Mandrup-Poulsen med Niels Fuglesang och 1999 det egna Dorte Mandrup Arkitekter A/S i Köpenhamn.
Dorte Mandrup-Poulsen har varit adjungerad professor på Arkitektskolan vid Lunds universitet  och är hedersprofessor vid Kunstakademiets Arkitektskole i Köpenhamn.
Hon fick danska Træprisen 2001, Eckersbergmedaljen 2004, C.F. Hansen-medaljen 2008, den danska utmärkelsen Årets Arne 2010 för utbyggnad av Munkegårdsskolen i Gentofte och Träpriset 2016 för Råå förskola i Helsingborg.

## Verk i urval
- Tårnby Retsbygning, Tårnby, 2000
- Ombyggnad af Vandflyverhangar H53 till kontor, Margretheholm, 2001
- Kvarterhuset, Jemtelandsgade 3, Amagerbro i Köpenhamn, 2001
- Förskolan Akvariet, Næstvedgade, Østerbro i Köpenhamn, 2004
- Ombyggnad av Jægersborgs vattentorn i Gentofte, 2006
- Sport- och kulturhuset Prismen, Holmbladsgade, Amagerbro i Köpenhamn, 2006
- Utbyggnad av Munkegårdsskolan i Hellerup, Gentofte, 2009
- Aktivitetshus Herstedlund, Albertslund, 2009
- Bordings Friskole, Øster Søgade 86 i Köpenhamn, 2009
- Råå förskola i Helsingborg, 2013
- Kontorshus, Malmö Live, hörnet Gibraltargatan/Neptunigatan, 2015
- Besökscentrum vid Vadehavet, 2016
- Aktivitetshus, Borgbjergsvej 52 i Sydhavnen i Köpenhamn, 2016
- Bostads- och kommersiell byggnad, Hørsholm, 2016
- Tillbyggnad av Ekonomihögskolan i Lund (planerad)
- Kontor för IKEA i Svågertorp i Malmö, 2015

## Bildgalleri

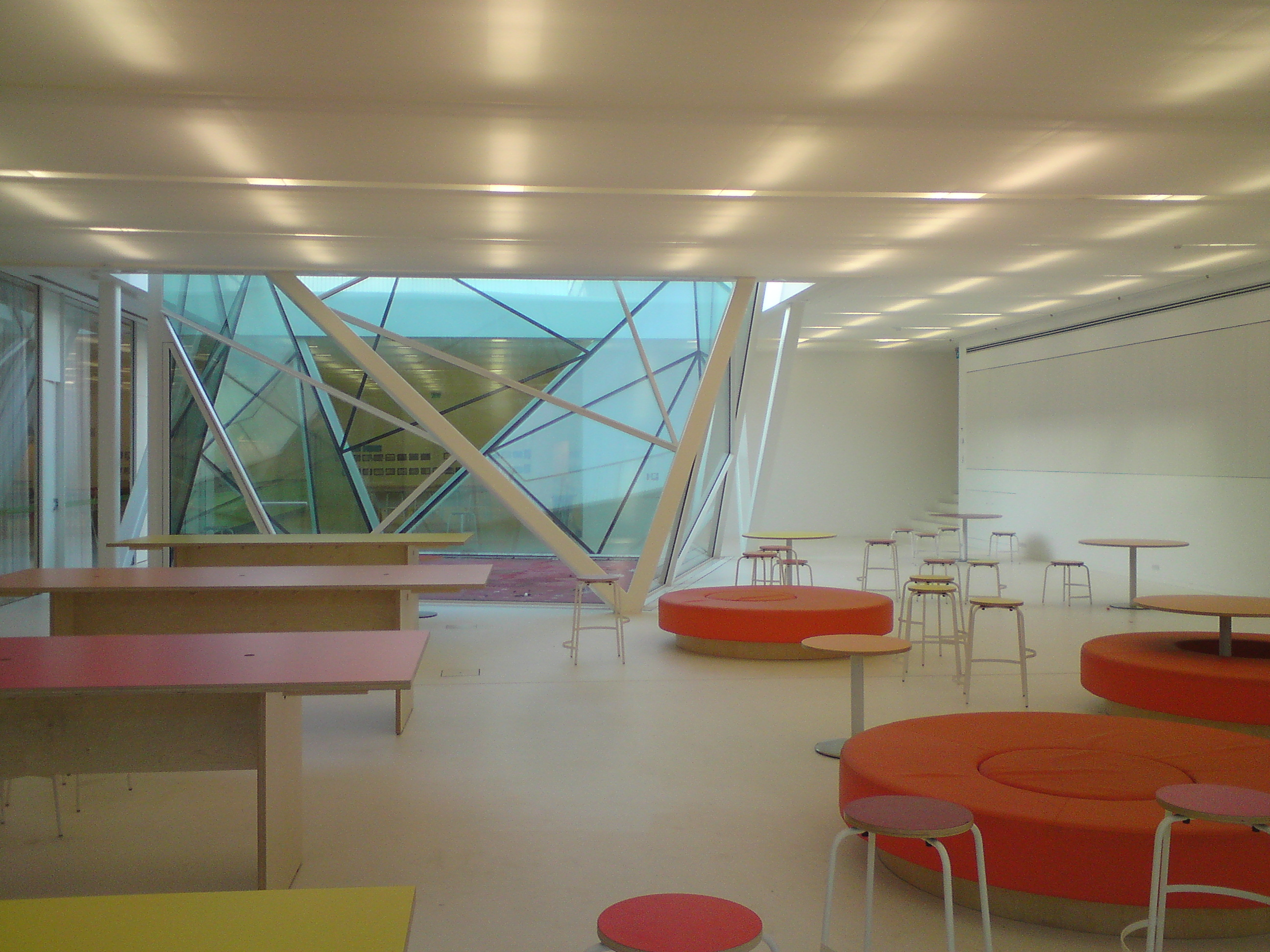
Utbyggnad av Munkegårdsskolan i Hellerup
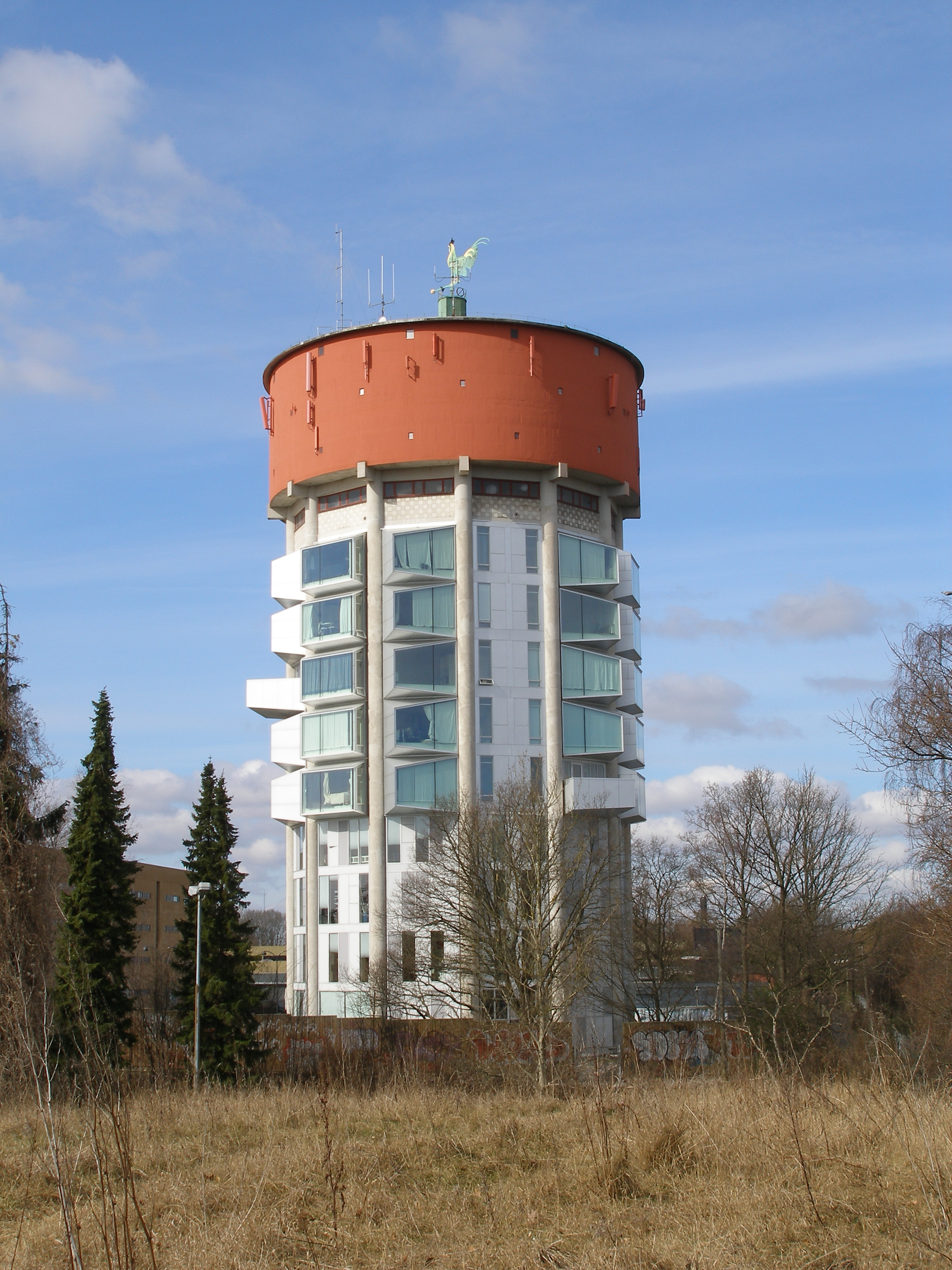
Det ombyggda vattentornet i Jægersborg
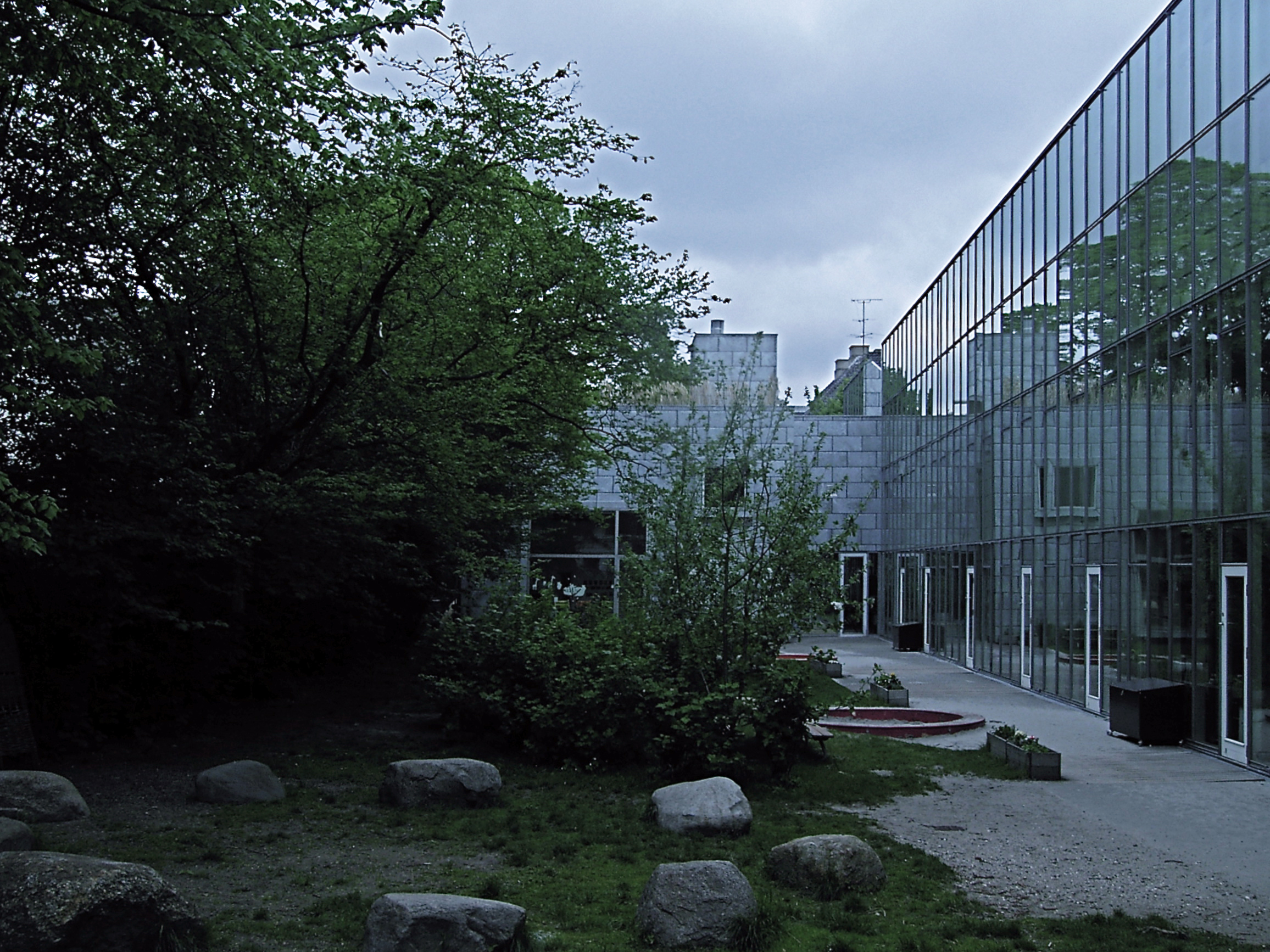
Förskolan Akvariet vid Næstvedgade i Köpenhamn
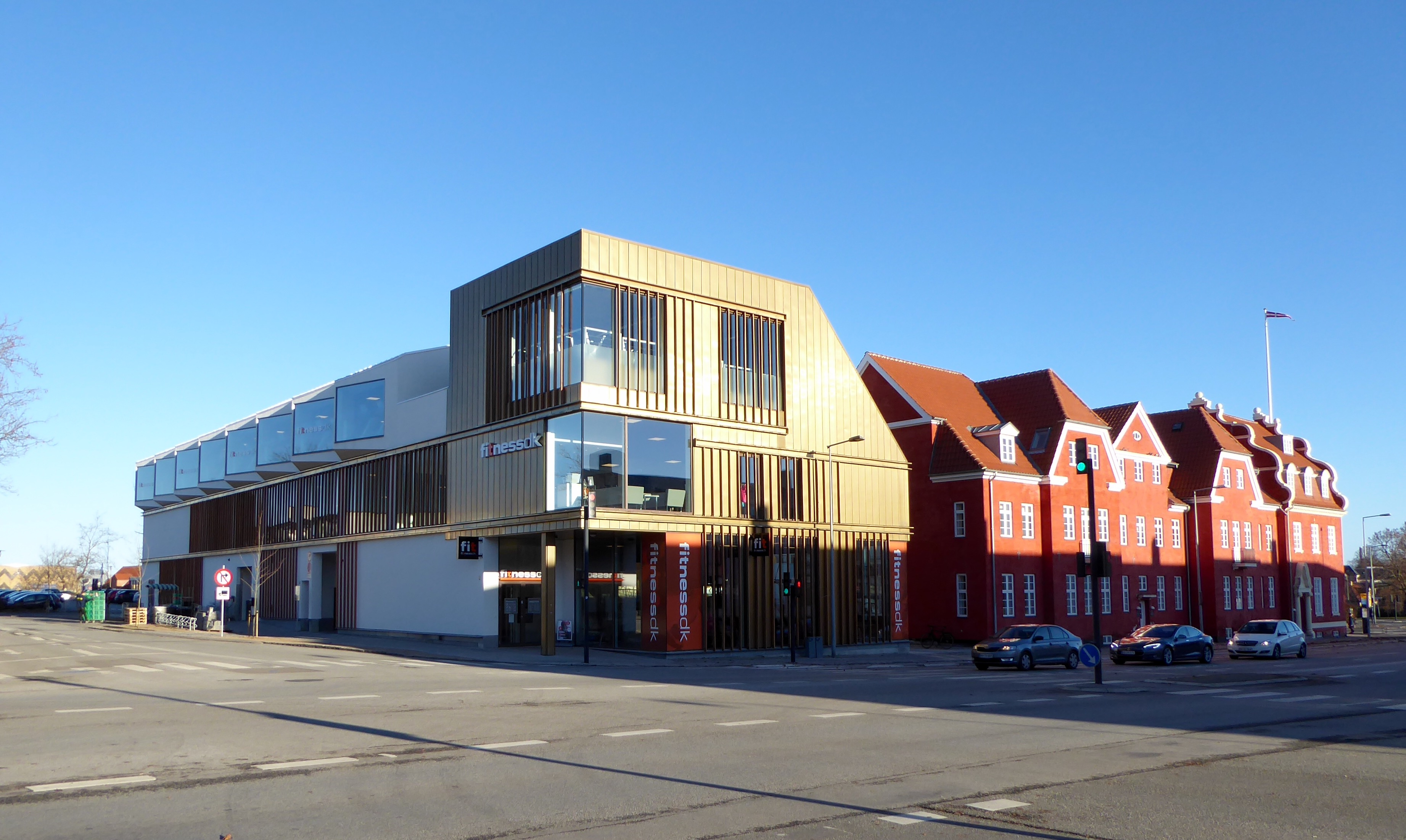
Bostads- och kommersiell byggnad i Hørsholm
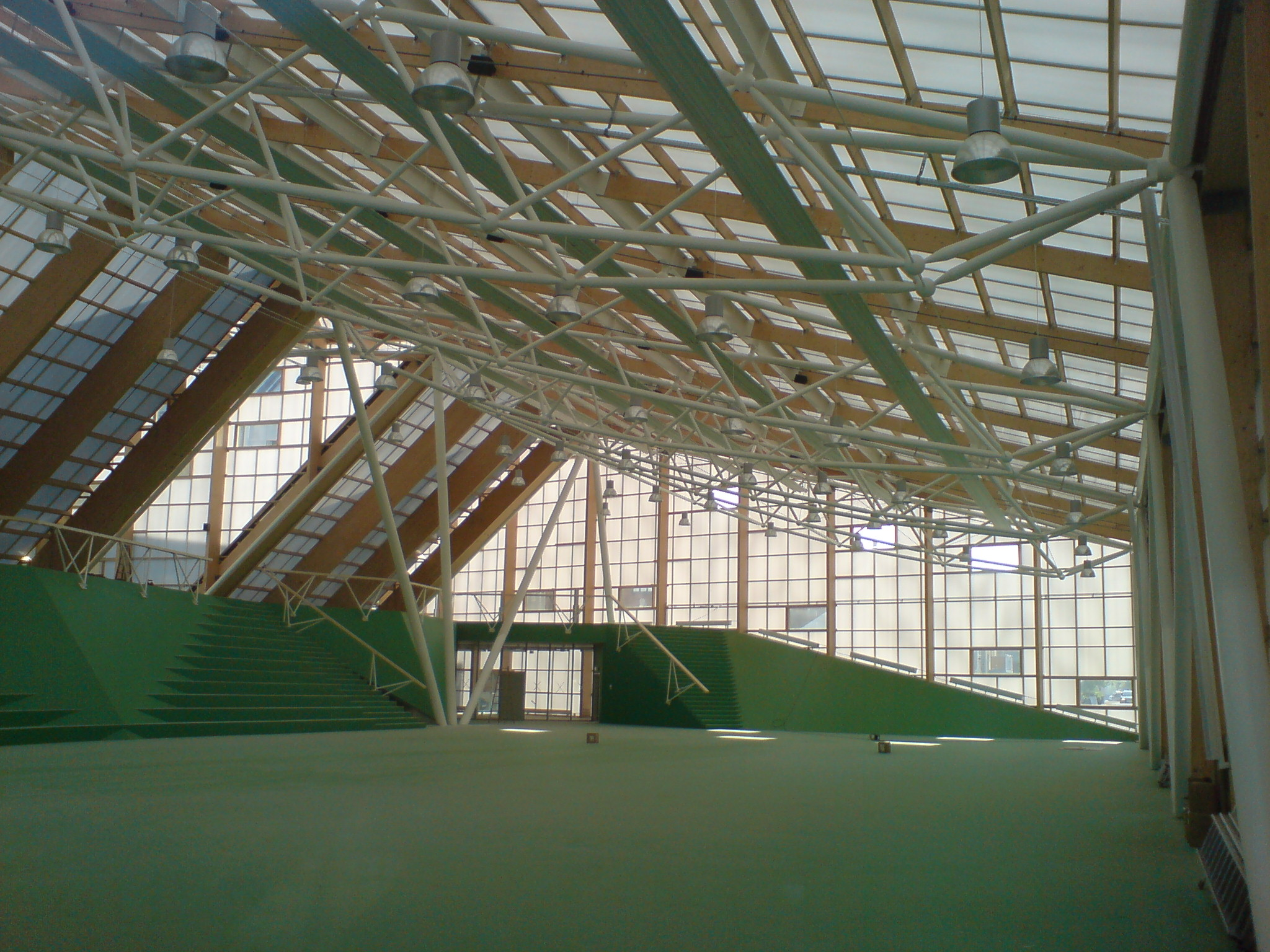
Sporthallen Prismen i Amager Øst i Köpenhamn
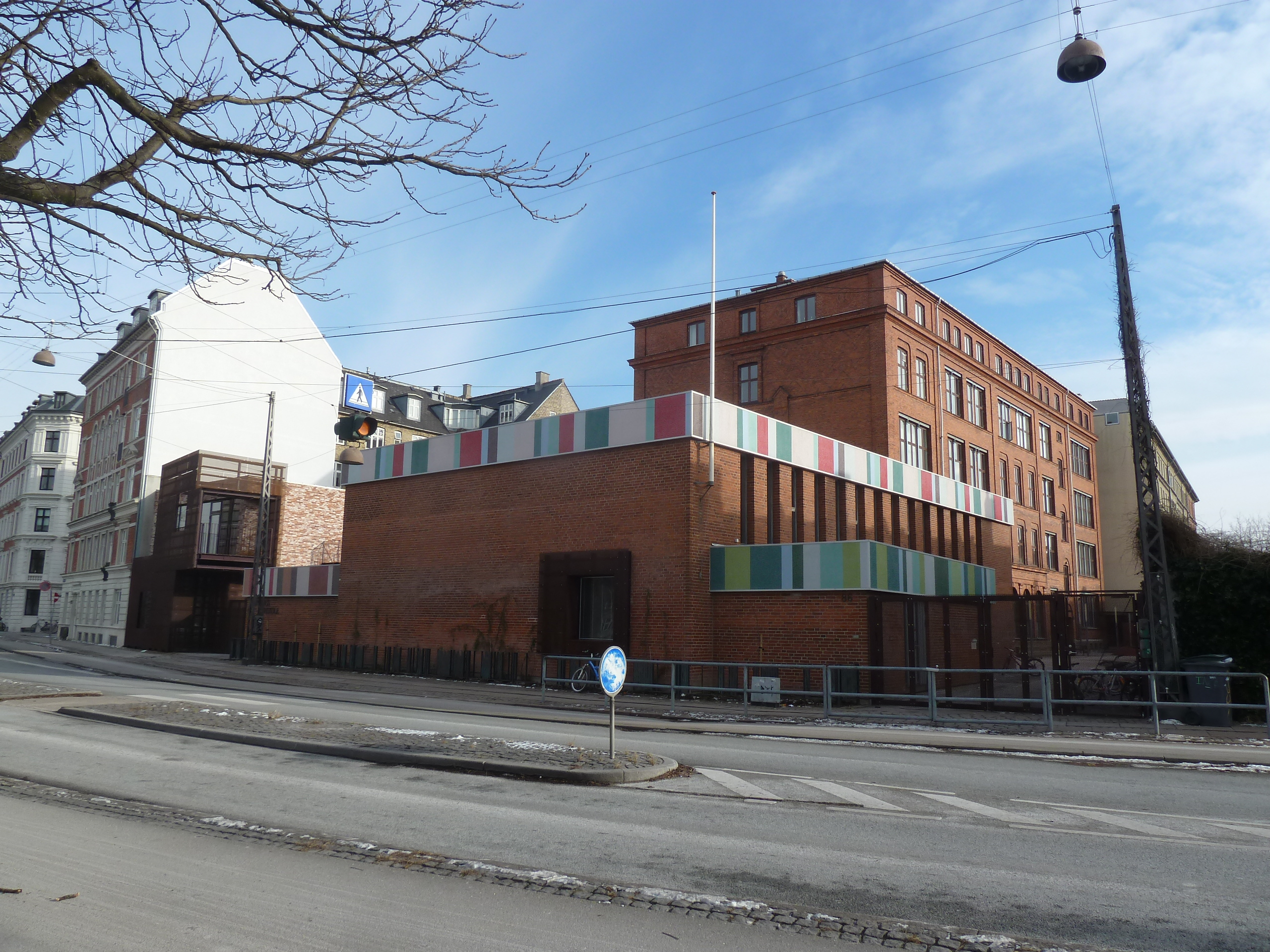
Bordings Friskole, Köpenhamn
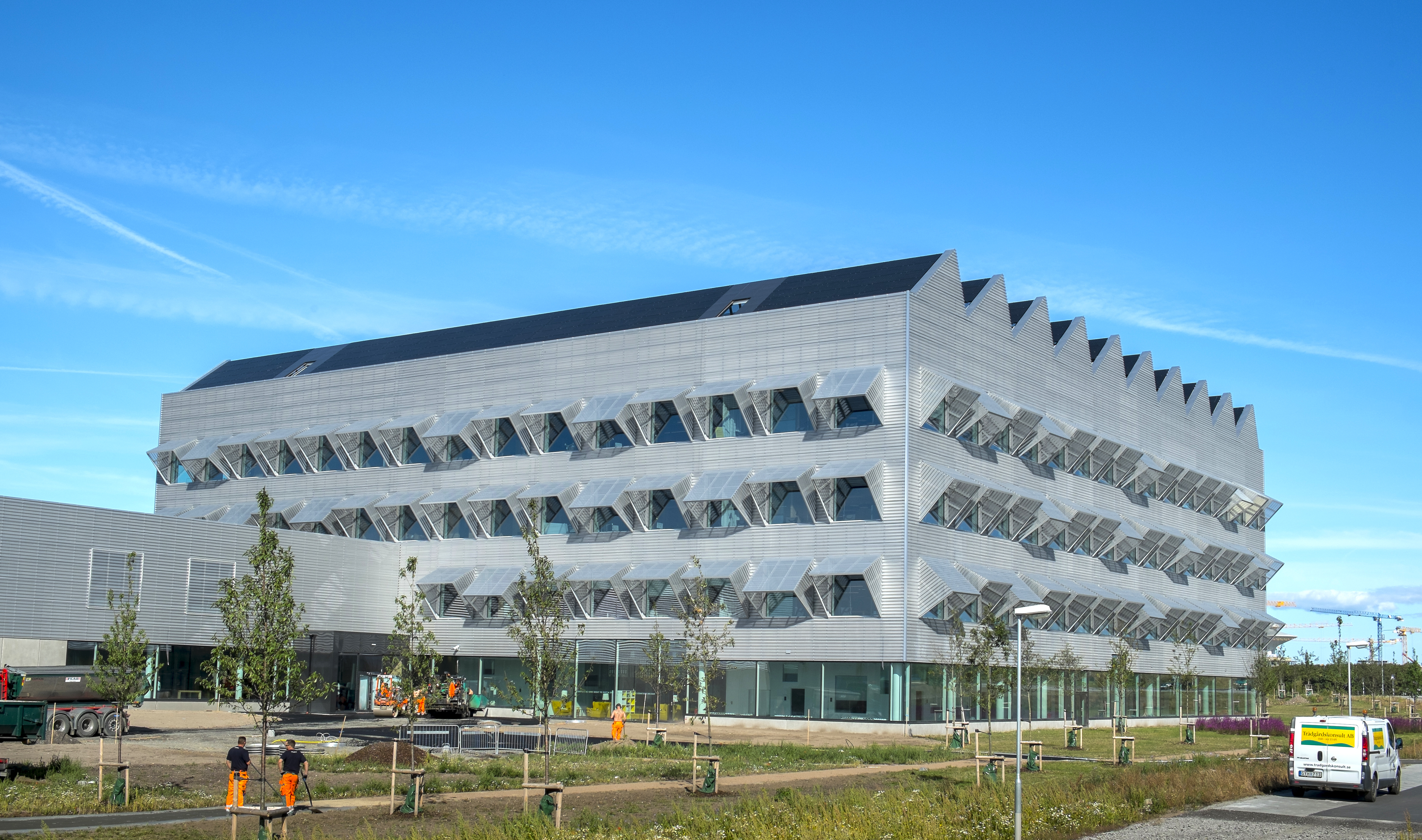
IKEA Hubhult, kontor i Malmö
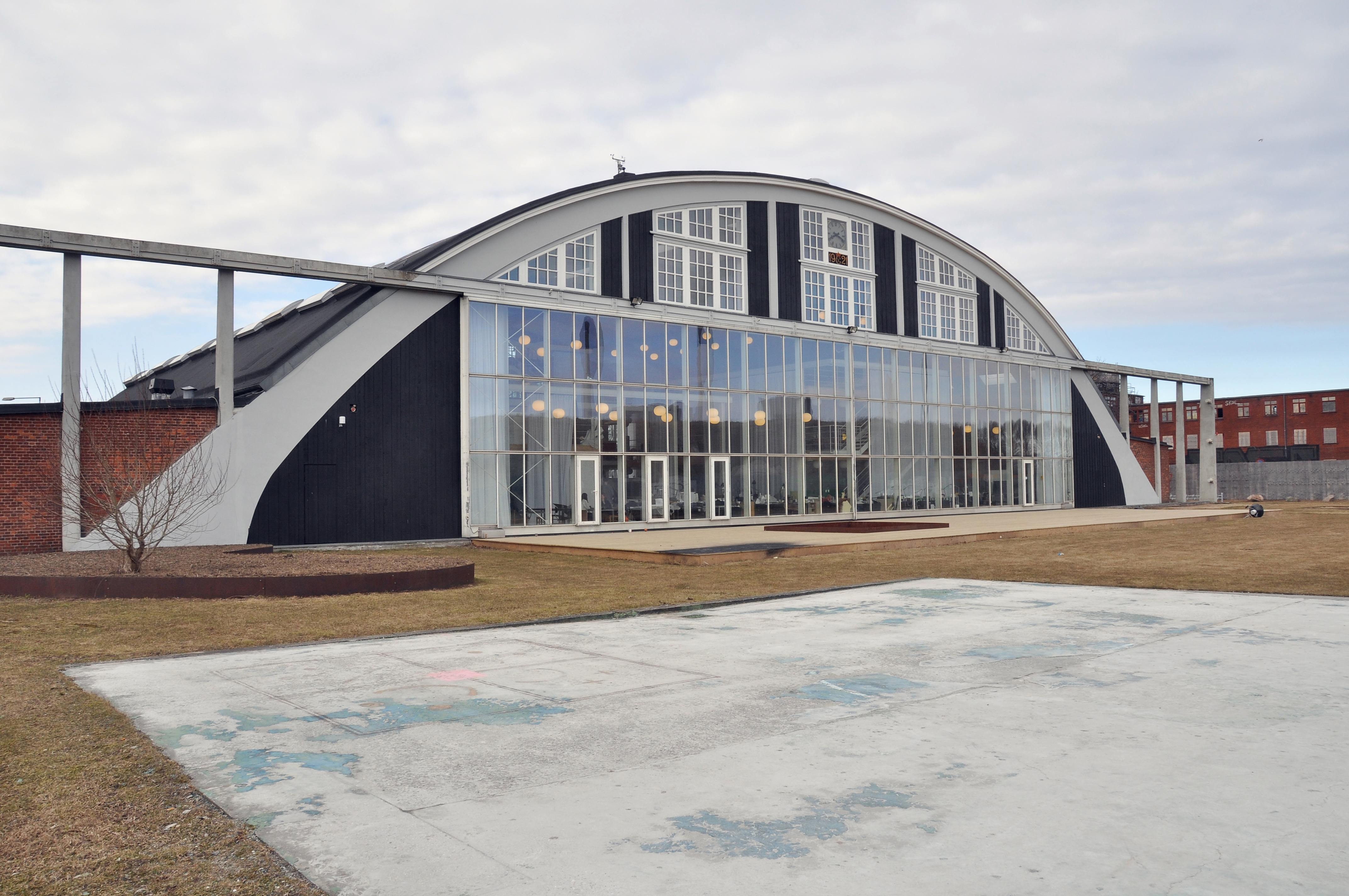
Ombyggnad av hangar, Margretheholm i Köpenhamn